# Гетті Мораган
Гаррієт (Гетті) Джейн Мораган (англ. Harriet Jane Morahan, нар. 7 жовтня 1978) — англійська акторка телебачення, радіо, кіно та сцени. Серед її ролей: Еліс у «Колі Блетчлі», Гейл Бенсон — «Пограбування на Бейкер-стріт» (2008), Енн — «Містер Холмс» (2015), Роуз Койн — «Моя мати та інші незнайомці» (2016) та Агата/Чаклунка — «Красуня і чудовисько» (2017).

## Ранні роки
Народилася в Ламбеті, Лондон, Англія, в родині телевізійного та кінорежисера Крістофера Морагана та акторки Анни Картерет. Її старша сестра Ребекка — театральна режисерка, а брат (по батькові) Енді — режисер музичного відео та кіно.  У дитинстві вона відвідувала вечірки, організовані Лоуренсом Олів'є, який колись допомагав їй у виконанні домашнього завдання з математики.
Здобула освіту в школі Френшем Гайтс. Вона хотіла навчатися в університеті Ньюкасла, але батько переконав її піти за старшою сестрою Ребеккою в Нью-Голл, Кембридж, де вона отримала диплом бакалавра мистецтв англійської літератури у 2000 році. У Кембриджі вона брала участь у студентських постановках, зокрема «Вид з мосту», за яку отримала нагороду «за найвидатніше виконання» на Національному фестивалі студентської драми у 1999 році за роль Кетрін.
Після Кембриджу батьки радили їй відвідувати Королівську академію драматичного мистецтва, але вона прагнула почати працювати і сказала батькам, що вступить, лише якщо не буде працювати за професією впродовж року.

## Кар'єра
Мораган дебютувала у своїй професії у віці 17 років, зігравши головну роль Уни Гвітіан у двосерійній телевізійній адаптації ВВС «Весна павича» (1996).
Приєдналася до Королівської шекспірівської компанії в 2001 році, дебютувавши в театрі в Стретфорді-на-Ейвоні у виставі «Кохання у лісі», а її дебют у Лондоні відбувся в театрі «Барбікан» (того ж року у грудні) у «Гамлеті». Інші вистави компанії: «Ніч душі» та «Дилема в'язня».
У березні 2004 року в театрі Tricycle вона зіграла Рубі, хіпі 1960-х, яка стає розчарованою дружиною політика у 1980-х, у виставі «Співак» Пітера Фланнері оксфордської гастрольної театральної компанії. У цьому ж році вона вперше працювала з Кеті Мітчелл в Національному театрі, коли зіграла головну роль в Евріпідовій «Іфігенії в Авліді».
У липні 2005 року вона знову з'явилася у виставі «Потужність» Ніка Діра в театрі «Коттесло», а також здобула визнання в Вест-Йоркширському театрі у Лідсі у вересні 2005 року, зігравши Віолу у постановці «Дванадцятої ночі» Яна Брауна.
У 2006 році під час гастрольного туру з популярною комедією Філіпа Кінга «Подивися як вони біжать» (режисер Дуглас Годж) вона зіграла головну роль Пенелопи Туп. У тому ж році за виконання у театрі Літтельтон ролі Ніни в постановці Кеті Мітчелл «Чайки» Чехова їй було присуджено другу премію Ian Charleson Awards 2007.
Серед телевізійних проектів — «Тіла» та «Кількісна перевага» (Outnumbered) від BBC One, де вона грає повторювану персонажку Джейн. Вона з'явилася в 1, 2 та 4 серіях «Кількісної переваги», а також у спеціальних різдвяних  епізодах у 2009, 2011 та 2012 роках.
У січні 2008 року знялася у фільмі «Пограбування на Бейкер-стріт», а також в пілотній серії комедійної драми ITV «Велосипедний загін» (у ролі працівниці кінної поліції).
Зіграла Елінор Дешвуд в трьохсерійній адаптації BBC One (сценарист Ендрю Девіс) роману Джейн Остін «Чуття і чуттєвість», яка вперше вийшла на екрани 1 січня 2008 року. За виконання цієї ролі 13 червня 2008 року вона отримала нагороду як найкраща акторка на 14-му Шанхайському телевізійному фестивалі.
26 лютого 2008 року вона з'явилася у ролі Ліббі, яка розслідувала зловживання банківськими позиками, у радіоп'єсі Д. Бріттона «Коли жадібність переростає у страх» у програмі «Пообідній спектакль» BBC Radio 4.
Знову співпрацювала з режисеркою Кеті Мітчелл, зігравши головну роль з Бенедиктом Камбербетчем у фільмі «Місто», новій, темно-комічній таємничій п'єсі Мартіна Крімпа 24 квітня — 7 червня 2008 року.
У липні 2008 року у театрі Коттесло вона та Бен Вішоу отримали головні ролі у «... деякому сліді від неї» — адаптації Кеті Мітчелл «Ідіота» Достоєвського. Пізніше цього ж року зіграла Мері в п'єсі Томаса Стернза Еліота «Возз'єднання родини» в театрі Donmar Warehouse. У квітні 2009 року вона повернулася до Національного театру, щоб зіграти Кей Конвей у постановці Руперта Гулда за п'єсою Джона Бойнтона Прістлі «Час та Конвеї» в аудиторії Літтельтона, а також у виставі «Світанок» за п'єсою Керол Черчілль «Ще три безсонні ночі» у тому ж сезоні.

28 лютого 2010 року Мораган з'явилася в ролі міс Енід у серіалі «Політ жайворонка у Кендлфорд» (Lark Rise to Candleford), а потім у ролі Мартіни Твен у адаптації BBC «Гроші» Мартіна Аміса. Вона грала Енні у виставі «Справжня річ» Тома Стоппарда в театрі «Олд Вік» (режисерка Анна Макмін) з квітня по червень 2010 року; рік потому повернулася на сцену в скороченій виставі Теа Шаррок Шеффілдського театру Крусібл за п'єсою Девіда Гера 1978 року «Достаток» (Plenty):
|  | Мораган викликає п'янке відчуття від спостереження за акторкою на вершині її акторської майстерності. (Sunday Times, Культура, 14 лютого 2011 року)Оригінальний текст (англ.) Morahan affords the heady sensation of watching an actress at the top of her game. |

З 29 червня по 26 липня 2012 року вона грала головну роль Нори (Торвальд — Домінік Роуен) в новій версії «Лялькового дому» Саймона Стівенса в лондонському театрі Young Vic у постановці режисерки Керрі Крекнелл за задумом Іяна МакНейла. За виконання цієї ролі вона у 2012 році отримала премію Групи театральних критиків та Evening Standard Awards як найкраща актриса.
З 8 серпня по 26 жовтня 2013 року Мораган знову зіграла роль Нори Гельмер разом з Домініком Роуеном, що грав її чоловіка Торвальда, в Лондонському театрі герцога Йоркського.

У липні 2015 року з'явилася в ролі приреченої матері Елізабет Олдрідж у двоепізодній телевізійній адаптації BBC дебютного роману Седі Джонс «Вигнанець» (The Outcast). Джулія Рейсайд із «Гардіан»  була вражена грою Мораган:
|  | Вона так чудово грала, виникає відчуття, що її недостатньо на екрані. Нам її не вистачає. Оригінальний текст (англ.) She is so perfectly cast, the lack of her is palpable on screen. We miss her too. |

 Наступного року знялася у п'ятиепізодному серіалі BBC «Моя мати та інші незнайомці».

## Особисте життя
Стосунки Мораган з актором і режисером Блейком Рітсоном почалися після їхнього знайомства під час навчання в Кембриджському університеті наприкінці 1990-х; пара заручена з середини 2000-х. Вона була керівницею сценарію трьох його короткометражних фільмів, а також дизайнеркою по костюмах та виконавицею у фільмі «Good Boy» (2008).
|  | Йому потрібна допомога за лаштунками. Я щаслива робити це. Мені просто подобається просуватися вперед у цьому,Оригінальний текст (англ.) He needs help behind the scenes. I'm happy to supply it. I just like to get on with it. |

 — сказала вона «The Sunday Times». У серпні 2016 року народила доньку Еміті.

## Кіно і телебачення
| Рік            | Українська назва                          | Оригінальна назва                   | Роль                                          | Примітки                                                                    |
| -------------- | ----------------------------------------- | ----------------------------------- | --------------------------------------------- | --------------------------------------------------------------------------- |
| 1996           | Весна павича                              | The Peacock Spring                  | Уна Гвітіан                                   | BBC                                                                         |
| 2002           | Занадто близько до кістки                 | Too Close To The Bone               |                                               | короткометражний фільм                                                      |
| 2004           | Поза часом                                | Out of Time                         | Портьє                                        | короткометражний фільм                                                      |
| 2004           | Нові витівки                              | New Tricks                          | Тотті                                         | запрошена зірка                                                             |
| 2005           | Тіла                                      | Bodies                              | Бет Лукас-Голл                                | телесеріал, 7 епізодів                                                      |
| 2007–2011 роки | Кількісна перевага                        | Outnumbered                         | Джейн                                         |                                                                             |
| 2007           | Золотий компас                            | The Golden Compass                  | Медсестра Клара                               |                                                                             |
| 2008           | Міс Марпл Агати Крісті                    | Agatha Christie’s Miss Marple       | Елейн Фортеск'ю                               | телесеріал, епізод «Кишеня, повна жита»                                     |
| 2008           | Розум і почуття                           | Sense and Sensibility               | Елінор Дешвуд                                 | BBC, телевізійний мінісеріал, 3 епізоди                                     |
| 2008           | Велосипедний загін                        | Bike Squad                          | Джулі Кардіган                                | працівниця кінної поліції                                                   |
| 2008           | Випробування та відплата                  | Trial & Retribution                 | Саллі Ловсон                                  | телесеріал, «Вбити короля: Частина 1 і 2»                                   |
| 2008           | Пограбування на Бейкер-стріт              | The Bank Job                        | Гейл Бенсон                                   |                                                                             |
| 2010           | Політ жайворонка у Кендлфорд              | Lark Rise to Candleford             | Інед Фейрлі                                   | телесеріал (1 епізод)                                                       |
| 2011           | Льюїс: старий, нещасний, подалі від справ | Lewis: Old, Unhappy, Far Off Things | Рут Брукс                                     | ITV                                                                         |
| 2012           | Вічний закон                              | Eternal Law                         | Ганна Інгліш                                  | телесеріал (6 епізодів)                                                     |
| 2013           | Суто англійські вбивства                  | Midsomer Murders                    | Гейлі Брантнер                                | телесеріал, 15 сезон, 6 епізод: «Школа убивств»                             |
| 2013           | Володіючи тобою                           | Having You                          | Люсі                                          | художній фільм                                                              |
| 2013           | Літо в лютому                             | Summer in February                  | Лора Найт                                     | художній фільм                                                              |
| 2014           | Коло Блетчлі                              | The Bletchley Circle                | Еліс Меррен                                   | «Кров на їхніх руках: Частина 1 і 2», «Індивідуальні товари: Частина 1 і 2» |
| 2015           | Містер Холмс                              | Mr. Holmes                          | Енн Келмот                                    |                                                                             |
| 2015           | Мавпи на виборах                          | Ballot Monkeys                      | Шібон Гоуп                                    |                                                                             |
| 2015           | Вигнанець                                 | The Outcast                         | Елізабет Олдрідж                              | телесеріал (1 епізод)                                                       |
| 2015           | Артур і Джордж                            | Arthur and George                   | Міс Джейн Лекі                                | телесеріал                                                                  |
| 2016           | Аліса в Задзеркаллі                       | Alice Through the Looking Glass     | Королева Елсмір                               | художній фільм                                                              |
| 2016           | Моя мати та інші незнайомці               | My Mother and Other Strangers       | Роуз Койн                                     | телесеріал                                                                  |
| 2017           | Красуня і Чудовисько                      | Beauty and the Beast                | Агата/Чаклунка                                | художній фільм; також оповідач (передмова)                                  |
| 2018           | У дев'ятому номері                        | Inside No. 9                        | Амбер                                         | 4 сезон, 1 епізод «Занзібар»                                                |
| 2019           | Непритомні                                | The Sleepers (Bez vědomí)           | Сюзанна Клейтонова                            |                                                                             |
| 2019           | Державні таємниці                         | Official Secrets                    | Івон Рідлі                                    |                                                                             |
| 2020           | Енола Голмс                               | Enola Holmes                        | Леді Тьюксбері                                |                                                                             |
| 2021           | Операція "М'ясний фарш"                   | Operation Mincemeat                 | Айріс Монтегю                                 |                                                                             |
| 2023           | Перехоплений рейс                         | Hijack                              | міністерка закордонних справ Великої Британії |                                                                             |
| 2024           | Твоя перша остання брехня                 | Fool Me Once                        | Керолайн Беркетт                              |                                                                             |

## Театр
| Рік            | Українська назва                   | Оригінальна назва               | Роль               | Примітки                                               |
| -------------- | ---------------------------------- | ------------------------------- | ------------------ | ------------------------------------------------------ |
| 2001 рік       | Кохання у лісі                     | Love In A Wood                  | Люсі               | Театр лебедів RSC                                      |
| 2001 рік       | Гамлет                             | Hamlet                          | Азартна пані       | Стратфорд та Барбікан RSC                              |
| 2001 рік       | Дилема в'язня                      | The Prisoner's Dilemma          | Емілія             | RSC The Other Place and The Pit, Barbican              |
| 2002 рік       | Ніч душі                           | Night of the Soul               | Трейсі             | RSC The Pit, Barbican                                  |
| 2002 рік       | Коло                               | The Circle                      | Елізабет           | Тур по Великій Британії                                |
| 2003 рік       | Миш’як і старе мереживо            | Arsenic and Old Lace            | Елейн              | Стренд Театр, 25 лютого — 31 травня                    |
| 2003 рік       | Потужність                         | Power                           | Луїза де ла Вальєр | Театр Коттесло, 3 липня — 29 жовтня                    |
| 2004 рік       | Співак                             | Singer                          | Рубі               | Оксфордська сценічна компанія, тур по Великій Британії |
| 2004 рік       | Іфігенія в Авліді Евріпіда         | Euripides' Iphigenia at Aulis   | Іфігенія           | Театр Літтельтона, 22 червня — 7 вересня               |
| 2005 рік       | Дванадцята ніч, або Як собі хочете | Twelfth Night, or What You Will | Віола              | Театр у Вест-Йоркширі, 21 вересня — 22 жовтня          |
| 2006 рік       | Подивіться, як вони бігають        | See How They Run                | Пенелопа Туп       | Тур по Великій Британії                                |
| 2006 рік       | Чайка                              | Чайка                           | Ніна               | Театр Олів'є, 27 червня — 23 вересня                   |
| 2008 рік       | Місто Мартіна Крімпа               | The City by Martin Crimp        | Клер               | Театр Королівський двір, 24 квітня — 7 червня          |
| 2008 рік       | ... деякий слід від неї            | ...some trace of her            | Настасія Пилипівна | Національний театр Коттесло; 23 липня — 21 жовтня      |
| 2008–2009 роки | Возз'єднання родини                | The Family Reunion              | Мері               | Donmar Warehouse, 25 листопада 2008 — 10 січня 2009    |
| 2009 рік       | Час і Конвеї                       | Time and the Conways            | Кейт Конвей        | Національний театр Літлтон; 28 квітня — 27 липня       |
| 2010 рік       | Справжня річ                       | The Real Thing                  | Енні               | Old Vic; 10 квітня — 5 червня                          |
| 2011 рік       | Достаток                           | Plenty                          | Сьюзен Трегерн     | Театр Крусібл, Шеффілд; 8–26 лютого                    |
| 2012 рік       | Ляльковий дім                      | A Doll's House                  | Нора Гельмер       | Young Vic; 29 червня — 26 липня                        |

## Радіо
| Рік         | Українська назва                                            | Оригінальна назва                               | Роль                  | Примітки                                                                           |
| ----------- | ----------------------------------------------------------- | ----------------------------------------------- | --------------------- | ---------------------------------------------------------------------------------- |
| 2006        | Світ спорту Тревора                                         | Trevor's World of Sport                         | Керрі                 | Запрошена зірка                                                                    |
| 2010 – 2011 | Я, Клавдій                                                  | I, Claudius                                     | Агріппіна Старша      | BBC Radio 4; 28 листопада 2010 — 2 січня 2011                                      |
| 2010        | Мистецтво обману                                            | The Art of Deception                            | Джессіка Браун        | BBC Radio 4; 20–24 грудня 2010 року                                                |
| 2010        | Мій особистий гондольєр                                     | My Own Private Gondolier                        | Пеґін Вейл Ґуґґенгайм | BBC Radio 4; 19 жовтня 2010 року                                                   |
| 2012        | Міс Маккензі                                                | Miss MacKenzie                                  | Міс Маккензі          | BBC Radio 4 Extra                                                                  |
| 2012        | Місяць в селі                                               | A Month in the Country                          | Еліс Кіч              | адаптовано Дейвом Шизбі з повісті Дж. Л. Карра; серіал «Суботня драма» BBC Radio 4 |
| 2013        | Ласкаво просимо до нашого села, будь ласка, будьте обережні | Welcome to Our Village, Please Invade Carefully | Катріна Лайонз        | BBC Radio 2                                                                        |
| 2015 – 2017 | Доктор Хто: Коаліція долі                                   | Doctor Who: Doom Coalition                      | Гелен Сінклер         | Big Finish Productions                                                             |
| 2018        | Треки - Серія 3: Химера                                     | Tracks - Series 3: Chimera                      | Гелен Еш              | BBC Radio 4                                                                        |
| 2018 – 2019 | Доктор Хто: хижий                                           | Doctor Who: Ravenous                            | Гелен Сінклер         | Big Finish Productions                                                             |
| 2020 – 2022 | Доктор Хто: на мілині                                       | Doctor Who: Stranded                            | Гелен Сінклер         | Big Finish Productions                                                             |

## Зовнішні посилання
- Гетті Мораган в United Agents [Архівовано 2 лютого 2014 у Wayback Machine.]